# Спліт
Спліт або Сплит (хорв. Split хорватська: [splît] ⓘ, Spalato італійською: [ˈspaːlato]; вен. Spàlato) — місто в Хорватії з багатою більш ніж 1700-річною історією. Найбільше місто Далмації і друге за величиною місто країни після столиці — Загреба. Центр відомого курортного регіону, знаходиться в центральній частині узбережжя Адріатики між містами Задар і Дубровник. Населення 178 102 осіб (2011).
Місто розташоване на півострові Мар'ян між затокою Каштела і Сплітським каналом біля підніжжя Мосорських гір (найвища вершина — Мосор, 1330 метрів). Сучасний Спліт — місто, що динамічно розвивається. Населення зайняте в туристичному сервісі, торгівлі, харчовій промисловості, рибальстві та рибопереробці, виноробстві, виробництві добрив, суднобудуванні, видобутку та обробці вапняку. Значне число містян працює в портах, пасажирському і вантажному транспорті.
Великий внесок у розвиток міста зробила нова сучасна автомобільна траса (А1), що пов'язала Спліт зі столицею та європейськими країнами.
Основна пам'ятка міста — Палац Діоклетіана (305). У 1979 центральна історична частина м. Спліт внесена до реєстру світової спадщини ЮНЕСКО.

## Історія

### До 1799 року
Римська колонія Салона, залишки руїн якої досі можна бачити в північно-східному передмісті Спліта, була столицею і економічним центром провінції Далмація. За переказами в III столітті тут народився майбутній римський імператор Діоклетіан, який правив Римом з 284 по 305 р. і увійшов в історію, як реформатор державного устрою Римської імперії та організатор одного з найжорстокіших переслідувань християн. Після зречення від влади в 305 р. він повернувся в Спліт, де вже йшло будівництво палацу для нього. Похований Діоклетіан в мавзолеї, пізніше переробленому в християнський собор.
У 639 р. Спліт зруйнували внаслідок набігу аварів, все населення міста сховалося за стінами палацу Діоклетіана. До кінця VII століття вся берегова лінія району і саме місто були заселені слов'янами. У XII столітті Спліт формально визнав над собою владу угорсько-хорватської корони, але зберігав фактичну незалежність аж до 1420 р, коли він разом з більшістю прибережних і острівних міст Далмації увійшов до складу Венеційської республіки. Втім і у складі Венеції Спліт користувався автономією. Околиці Спліту, особливо береги затоки Каштела, стали улюбленим місцем відпочинку заможних венеційців. Багато вілл і палаців, побудованих ними, збереглися до наших днів.
У Середньовіччя Спліт став одним з головних хорватських центрів торгівлі, економіки і культури. Уродженцем Спліту був Марко Маруліч, гуманіст і письменник, що вважається творцем хорватської національної літератури.
У 1797 році Спліт, як і вся Далмація, був приєднаний до Австрії. Після нетривалого французького правління в 1813 р. він знову перейшов під владу австрійської корони.

### ХІХ-XXI століття
Під час Першої світової війни Спліт був окупований Італією, а після війни став частиною королівства Сербів, Хорватів і Словенців (пізніше королівство Югославія).
У 1941 р. Спліт був знов окупований італійцями. У 1943 році він був звільнений партизанами-антифашистами, проте незабаром був узятий під контроль вже німецькою армією. 26 жовтня 1944 року Спліт був остаточно звільнений партизанами від загарбників. Після війни Спліт у складі Хорватії став частиною СФРЮ.
У 1991 р., після проголошення незалежності Хорватії, в Спліті було декілька збройних інцидентів між хорватами і розквартированими в місті частинами Югославської Народної Армії (ЮНА), найпримітнішим став епізод бомбардування міста югославським військовим кораблем «Спліт».
Це був єдиний випадок в історії, коли місто було атаковане кораблем, що носить його ім'я. Втім, бомбардування не завдало місту істотних пошкоджень, а вже в січні 1992 р. частини ЮНА остаточно покинули місто. Подальші битви югославських воєн обійшли Спліт стороною.

## Населення
Населення громади за даними перепису 2011 року становило 178102 осіб, 13 з яких назвали рідною українську мову. Населення самого міста становило 167 121 особу.
Динаміка чисельності населення громади:
Динаміка чисельності населення міста:

## Населені пункти
Крім міста Спліт, до громади також входять:
- Донє Ситно
- Горнє Ситно
- Камен
- Слатине
- Стриніне
- Стобреч
- Жрновниця

## Клімат
Середня річна температура становить 16,30 °C, середня максимальна — 28,69 °C, а середня мінімальна — 4,01 °C. Середня річна кількість опадів — 777 мм.
| Клімат міста                                  | Клімат міста | Клімат міста | Клімат міста | Клімат міста | Клімат міста | Клімат міста | Клімат міста | Клімат міста | Клімат міста | Клімат міста | Клімат міста | Клімат міста | Клімат міста |
| Показник                                      | Січ.         | Лют.         | Бер.         | Квіт.        | Трав.        | Черв.        | Лип.         | Серп.        | Вер.         | Жовт.        | Лист.        | Груд.        |              |
| Середній максимум, °C                         | 12,09        | 12,66        | 15,03        | 17,97        | 23,06        | 27,01        | 28,69        | 28,60        | 24,47        | 20,15        | 15,22        | 12,03        |              |
| Середня температура, °C                       | 8,05         | 8,63         | 11,01        | 13,94        | 19,00        | 22,99        | 25,82        | 25,73        | 21,61        | 17,27        | 12,36        | 9,17         |              |
| Середній мінімум, °C                          | 4,01         | 4,60         | 6,97         | 9,91         | 14,97        | 18,96        | 22,95        | 22,85        | 18,73        | 14,41        | 9,50         | 6,29         |              |
| Норма опадів, мм                              | 71           | 59           | 66           | 64           | 55           | 47           | 31           | 46           | 68           | 83           | 100          | 87           |              |
| Середньомісячна швидкість вітру, м/с          | 3.20         | 3.41         | 3.51         | 3.23         | 2.86         | 2.60         | 2.70         | 2.50         | 2.80         | 2.91         | 3.59         | 3.51         |              |
| Середньомісячна сонячна радіація, кДж/м²·день | 5538         | 8260         | 11953        | 16630        | 20588        | 23257        | 24877        | 21912        | 16215        | 10490        | 5957         | 4639         |              |
| --------------------------------------------- | ------------ | ------------ | ------------ | ------------ | ------------ | ------------ | ------------ | ------------ | ------------ | ------------ | ------------ | ------------ | ------------ |
| Джерело:                                      |              |              |              |              |              |              |              |              |              |              |              |              |              |

## Транспорт
Спліт зв'язаний регулярним автобусним сполученням з усіма найбільшими містами Хорватії, містами Боснії та Герцеговини й деякими європейськими столицями. Автобан А1 дозволяє легко доїхати до міста з континентальної частини країни на автомобілі. Національними морськими поромними лініями Спліт пов'язаний із містами Рієка і Дубровник, з островами Брач, Хвар, Шолта, Вис, Корчула і Ластово, а міжнародними поромами — з італійськими містами Анкона, Венеція і Пескара. За 20  км від міста по дорозі на Трогір розташований міжнародний аеропорт, який у туристичний сезон працює в дуже напруженому режимі (935 000 пасажирів у 2005 році). Спліт — найпівденніша точка національної хорватської залізниці, але лінія на Спліт не електрифікована і використовують її вельми слабо.

## Пам'ятки
- Палац Діоклетіана — чотирикутне внутрішнє містечко, відокремлене від зовнішнього міста високими мурами. Південний мур палацу виходить на набережну, північний — до парку Штроссмайера, східний до міського ринку, а західний до Народної площі і старого міста довкола неї. Усередині палацу знаходяться:
  - Собор св. Дує (Домнія) — восьмикутний собор з високою дзвіницею, побудований у ранньому середньовіччі на місці мавзолею Діоклетіана. Святий Дує (Домній) був єпископом, закатованим у Спліті під час гонінь на християн при Діоклетіані. Вважається заступником Спліту. У соборі — вівтар з рельєфними зображеннями авторства знаменитого Юрая Далматинаца. З дзвіниці відкривається чудовий краєвид Спліту та міської гавані.
  - Перистиль — одна з небагатьох внутрішніх палацових споруд, що збереглися з римських часів. Чотирикутний зал просто неба, оточений мармуровими колонами. Римлянами він використовувався для урочистих церемоній, а в наші дні його уподобали для виступів вуличні музиканти та аматорські хори.
  - Вестибюль — круглий зал, увінчаний куполом. Вів в особисті спокої імператора, що не збереглися.
  - Храм Юпітера — римський храм, що прекрасно зберігся, перероблений у ранньому середньовіччі на християнський.
  - Фортеця Гріпе
- Ратуша — старовинна ратуша XV століття знаходиться на Народній площі. Зараз у ній розміщений Етнографічний музей.
- Пам'ятник Гргуру Нінському — знаходиться біля Північного входу до Діоклетіанівого палацу. Автор Іван Мештрович (1927 р.). Єпископ Гргур Нінський, що жив в X столітті, прославився боротьбою за збереження хорватської мови та культури.
- Руїни римської Салони — знаходяться у передмісті Спліта. Збереглися великий амфітеатр, руїни храмів, палаців, вілл.

## Культура, наука
- Сплітський університет
- Хорватський національний театр
- Музей хорватських археологічних пам'яток
- Археологічний музей

## Спорт

### Клуби
- ХФК Хайдук, футбольний клуб
- Спліт (Югопластика), баскетбольний клуб

## Відомі особистості
- Михайло Васірук — український тренер з легкої атлетики, педагог, Заслужений тренер України, тренував Бланку Влашіч, тут створив дитячу спортивну школу.[9]
- Бланка Влашич — хорватська стрибунка у висоту, чемпіонка світу 2007 та 2009 років, срібна призерка Олімпійських ігор у Пекіні-2008.
- Горан Іванишевич — хорватський тенісист, переможець та триразовий фіналіст Вімблдону
- Жан Табак — хорватський баскетболіст
- Івана Роскич (* 1979) — хорватська акторка.
- Златан Стіпішич (* 1968) — хорватський музикант
- Драган Стойкич (* 1975) — боснійський і хорватський футболіст та тренер.
- Гастоне Медін (1905—1973) — італійський художник кіно.
- Dječaci — популярний хорватський хіп-хоп гурт заснований у 1999 році.

## Міста-побратими
- Італія, Анкона
- Чилі, Антофаґаста
- Ізраїль, Бейт-Шемеш
- Австралія, Кокбурн
- Велика Британія, Дувр
- Данія, Гладсаксе, Копенгаген
- США, Лос-Анджелес
- Боснія і Герцеговина, Мостар
- Україна, Одеса
- Чехія, Острава
- Італія, Пескара
- Північна Македонія, Штіп
- Норвегія, Тронгейм
- Словенія, Валенє
- Німеччина, Шарлоттенбург-Вільмерсдорф, Берлін

## Цікавинки
- Мер хорватського міста Спліт Желько Керум заборгував у міську казну майже один мільйон кун (133 тисячі євро) за оренду і комунальне обслуговування.
- Компанія Керума Kerum також винна приблизно 20 тис. кун (2,6 тис. євро) за оренду офісів і використання іншої площі, що знаходиться у власності міста.
- Інша компанія-боржник, що належить главі Спліта, Koteks, уклала договір про виплату боргу в 10 етапів[10]
- 12512 Спліт — астероїд, названий на честь міста[11].

## Галерея

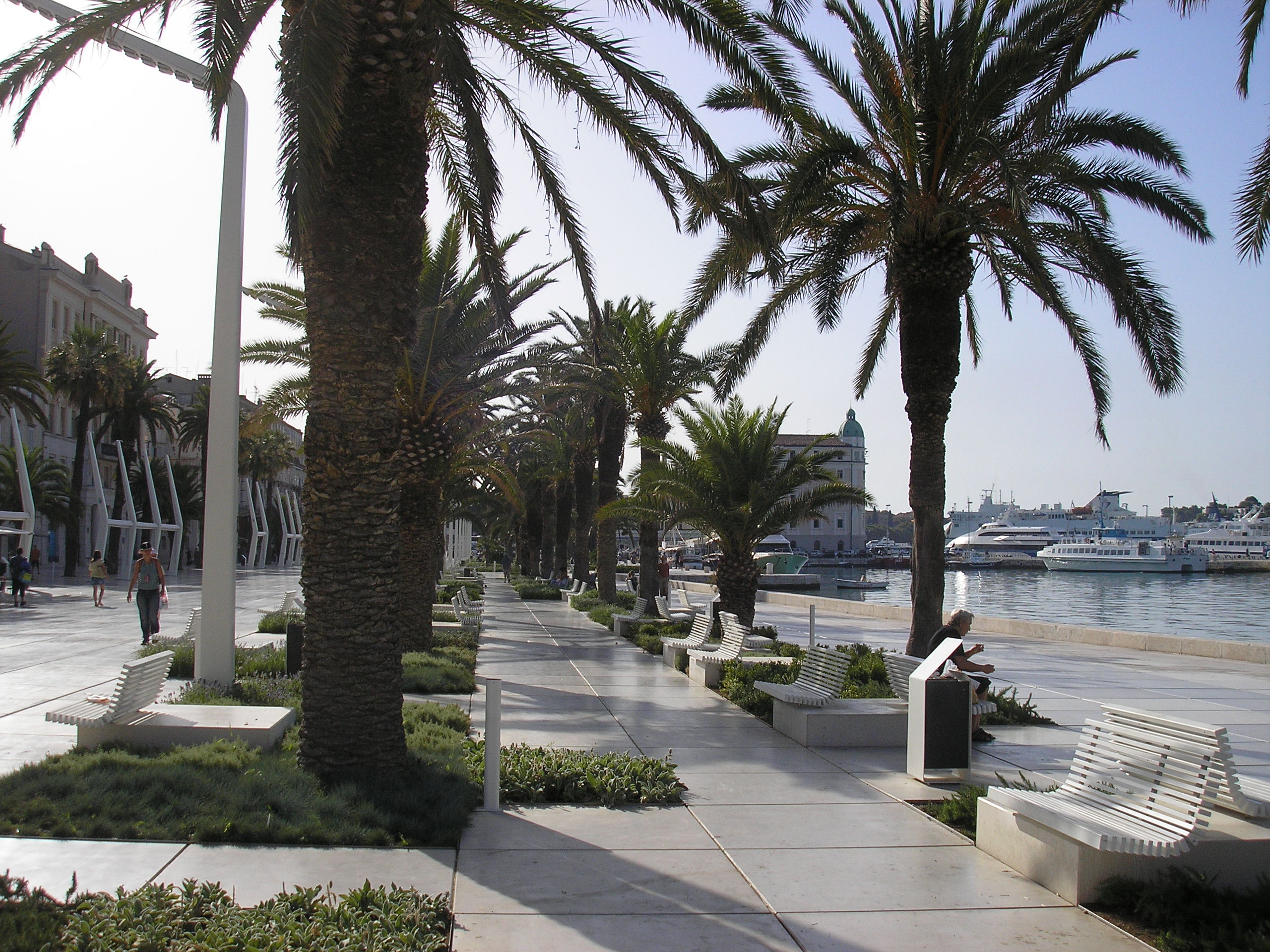
Набережна Спліта.
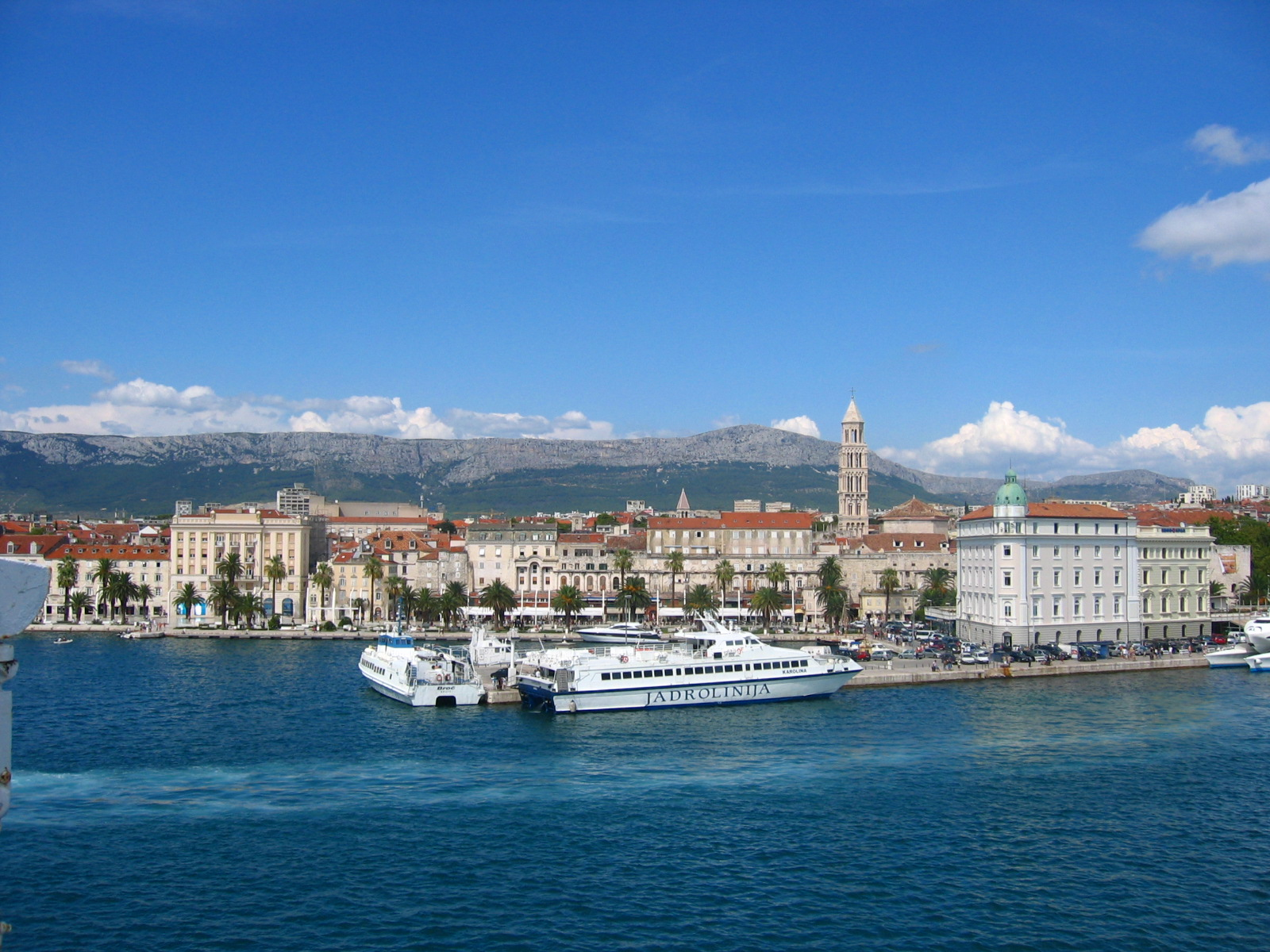
Краєвид гавані Спліта з моря.
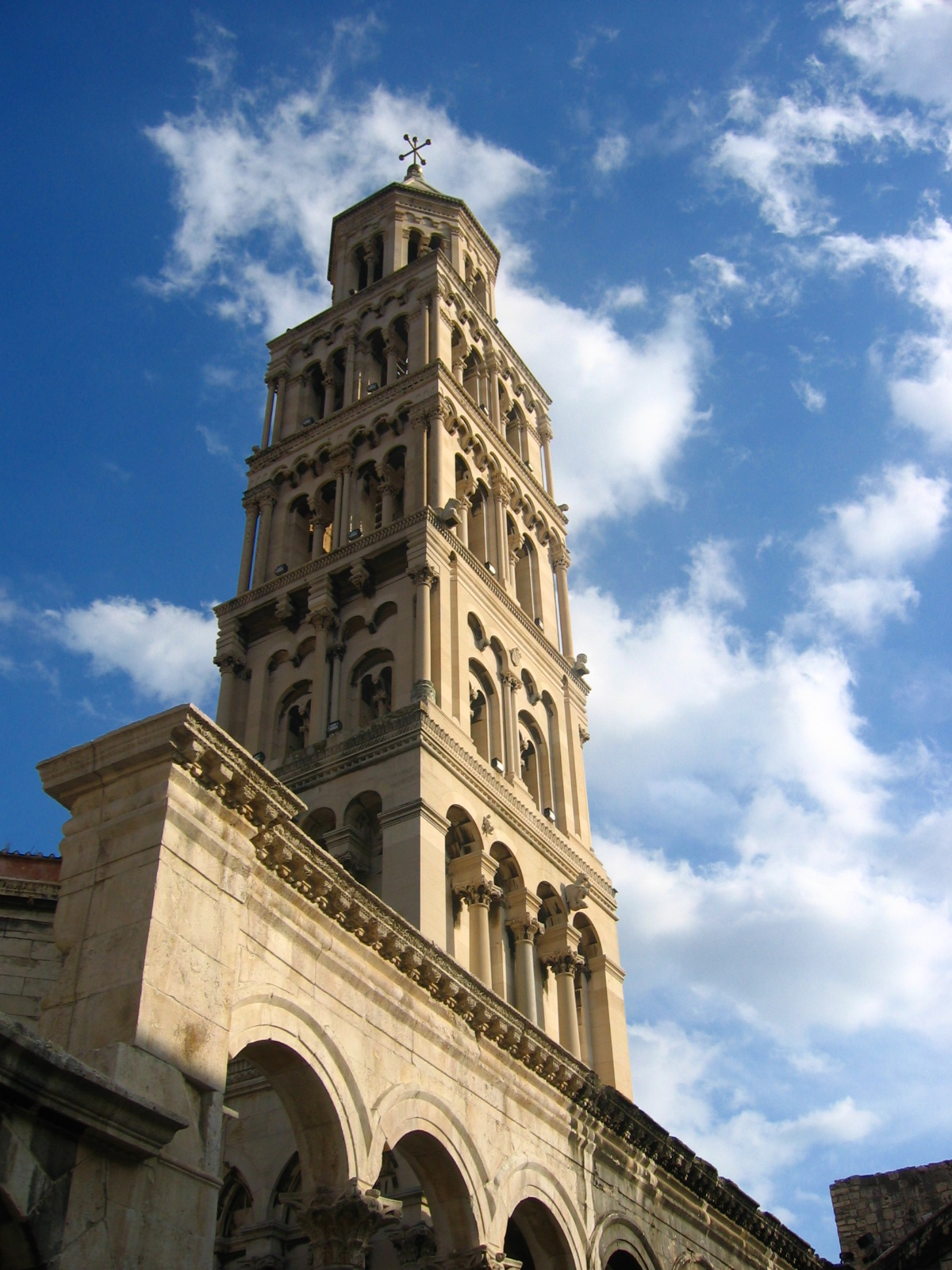
Дзвіниця Сплітського собору.
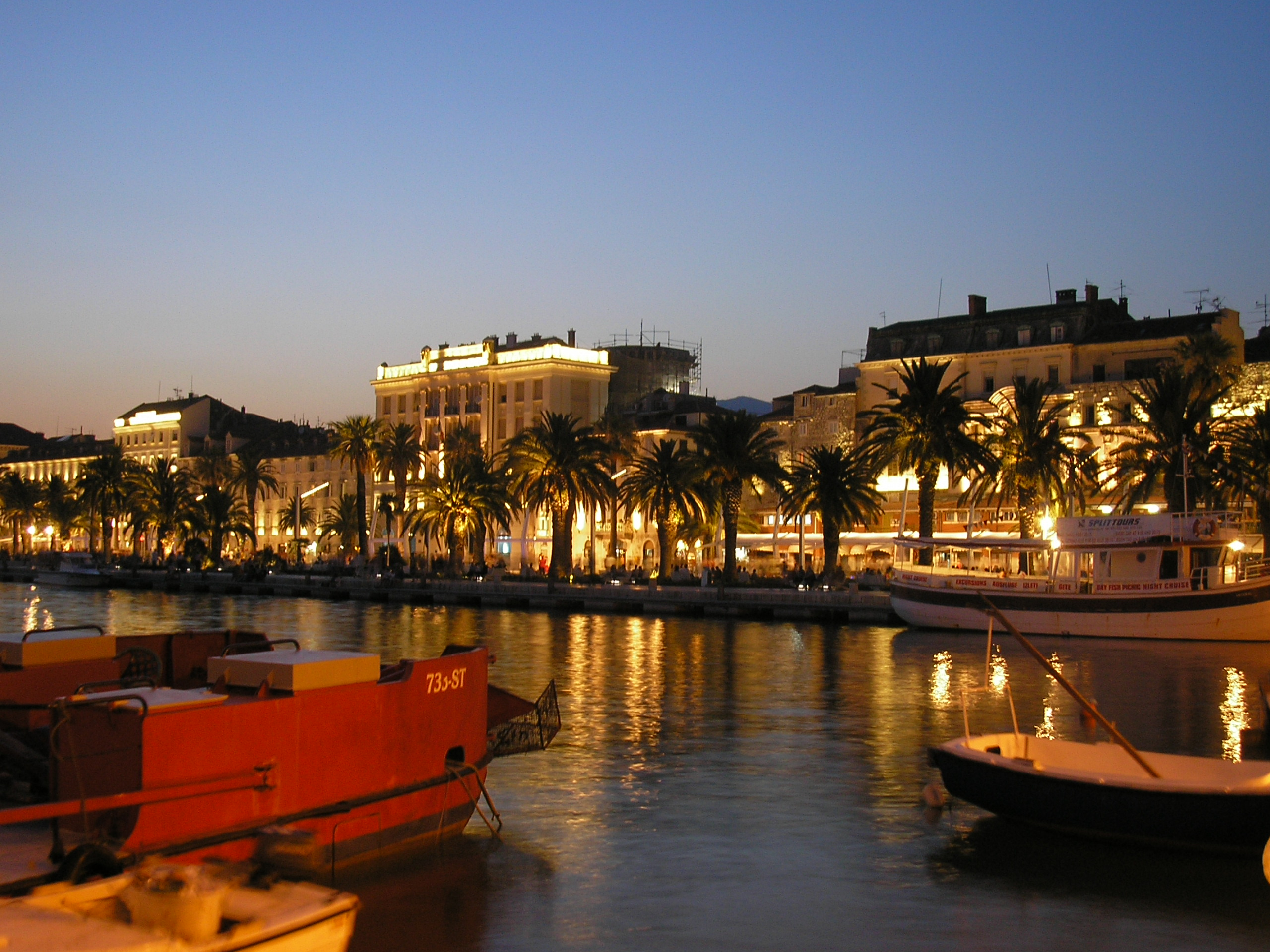
Нічна набережна.
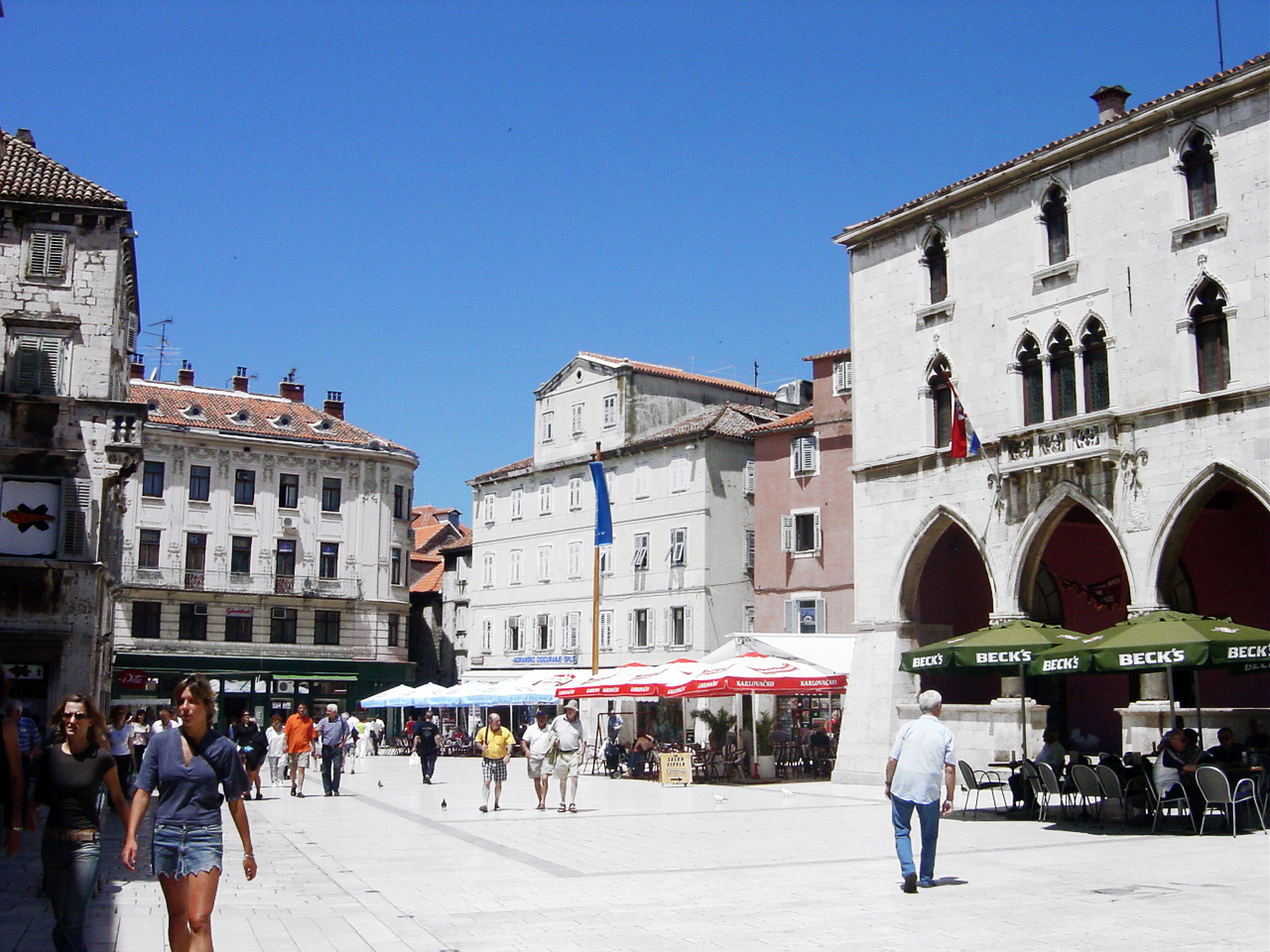
Народна площа - центральна площа Спліта.
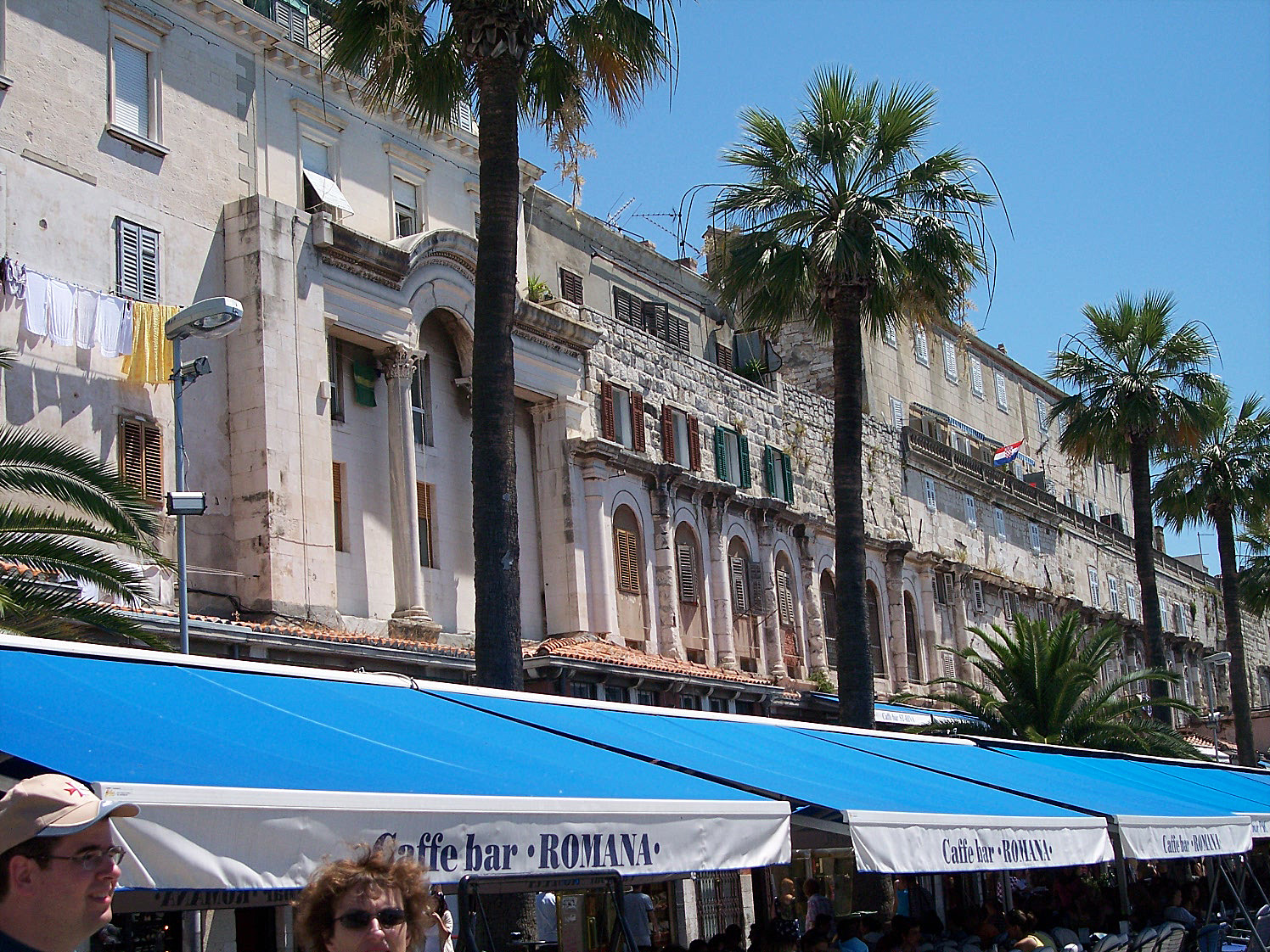
Мур Палацу Діоклетіана з боку набережної.
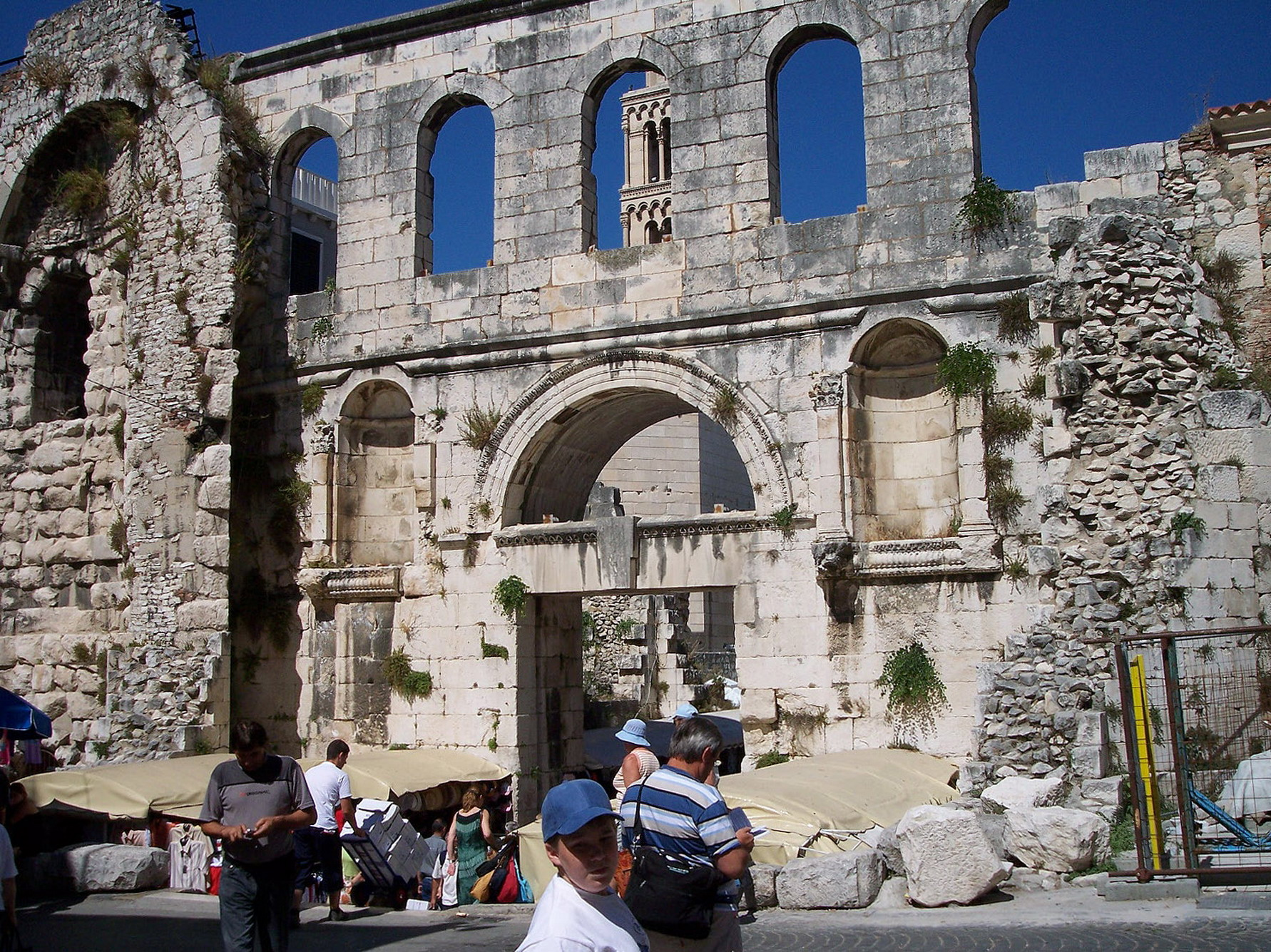
Мур Палацу Діоклетіана, центр міста.
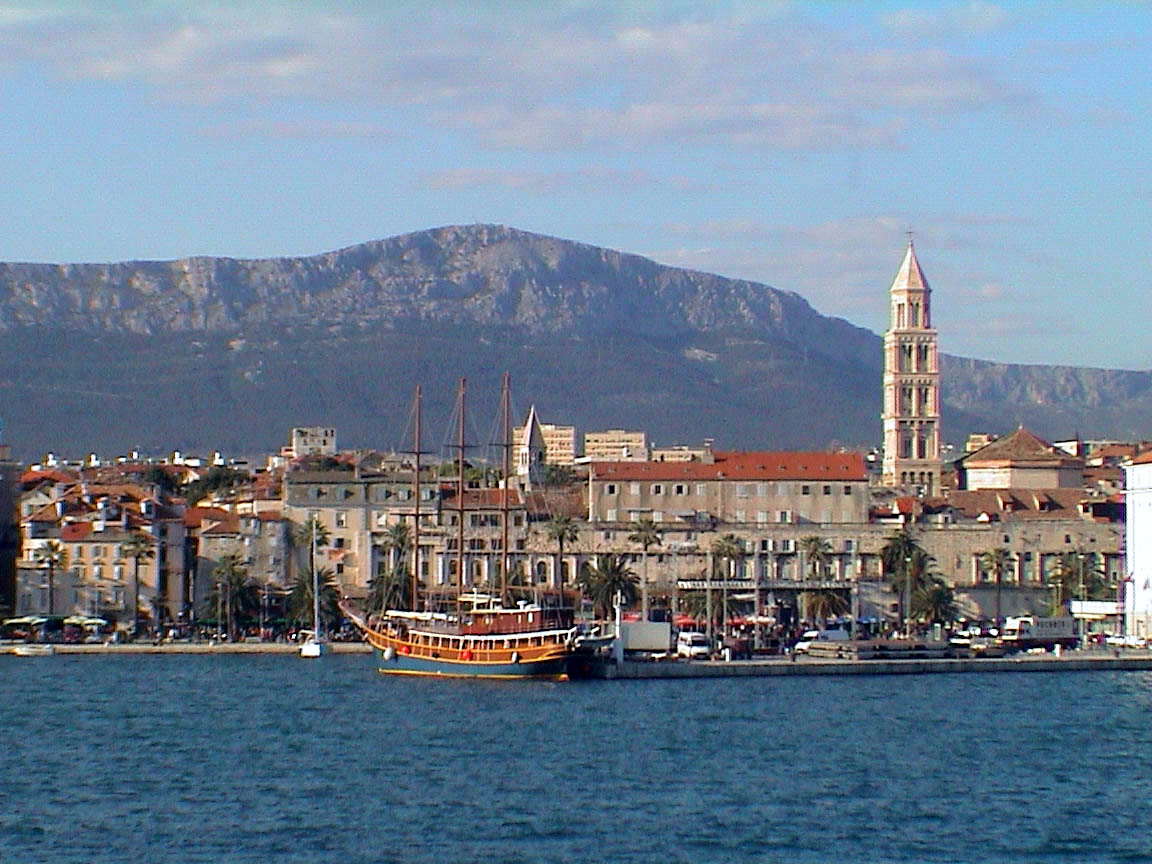
Міська гавань Спліта (Gradska luka) та набережна.
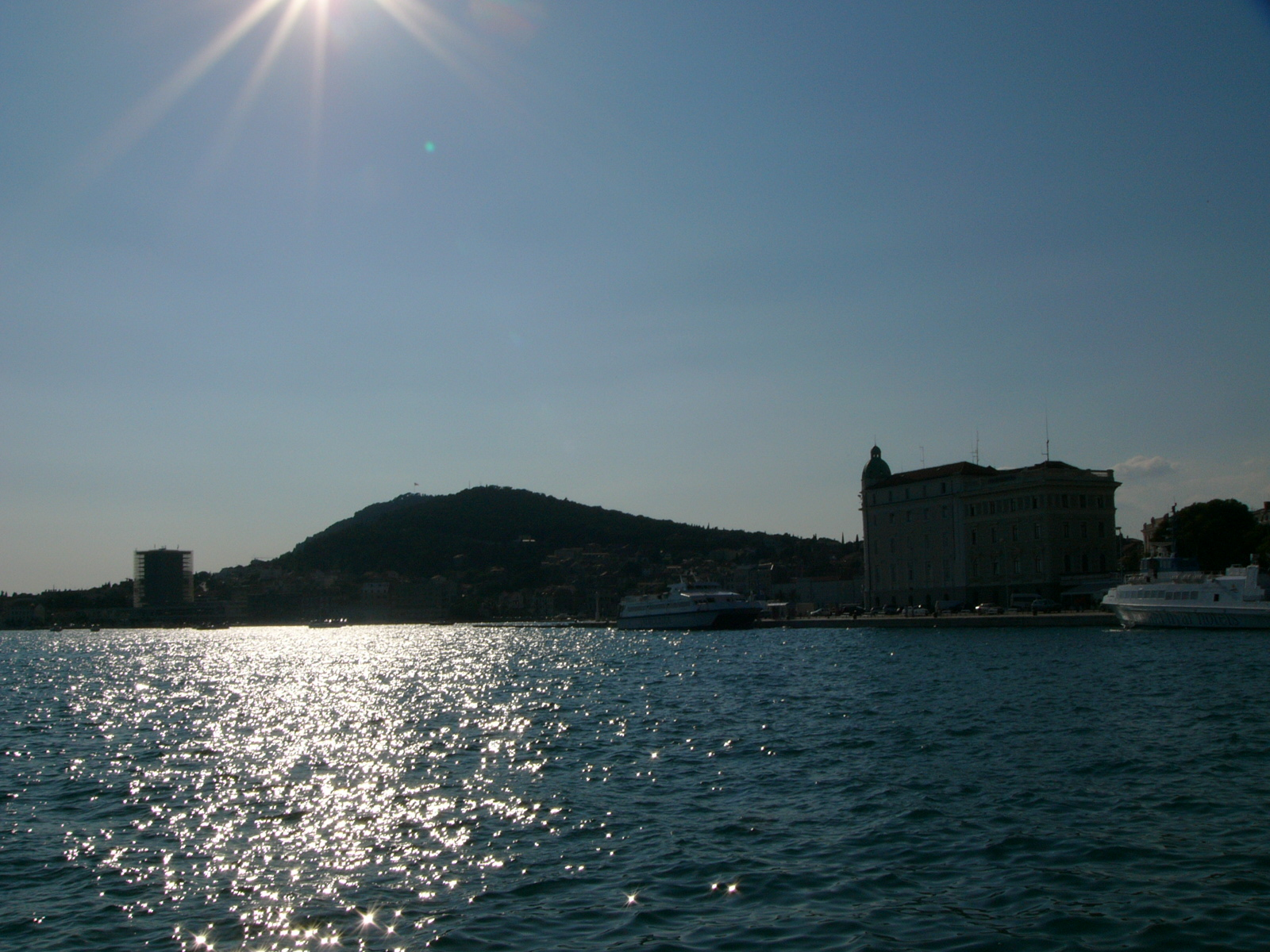
Краєвид міської гавані (Gradska luka).
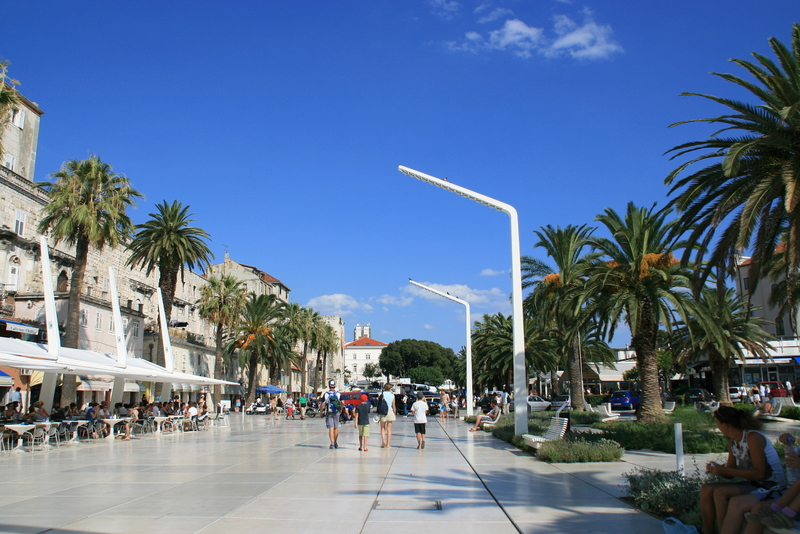
Набережна Спліта.
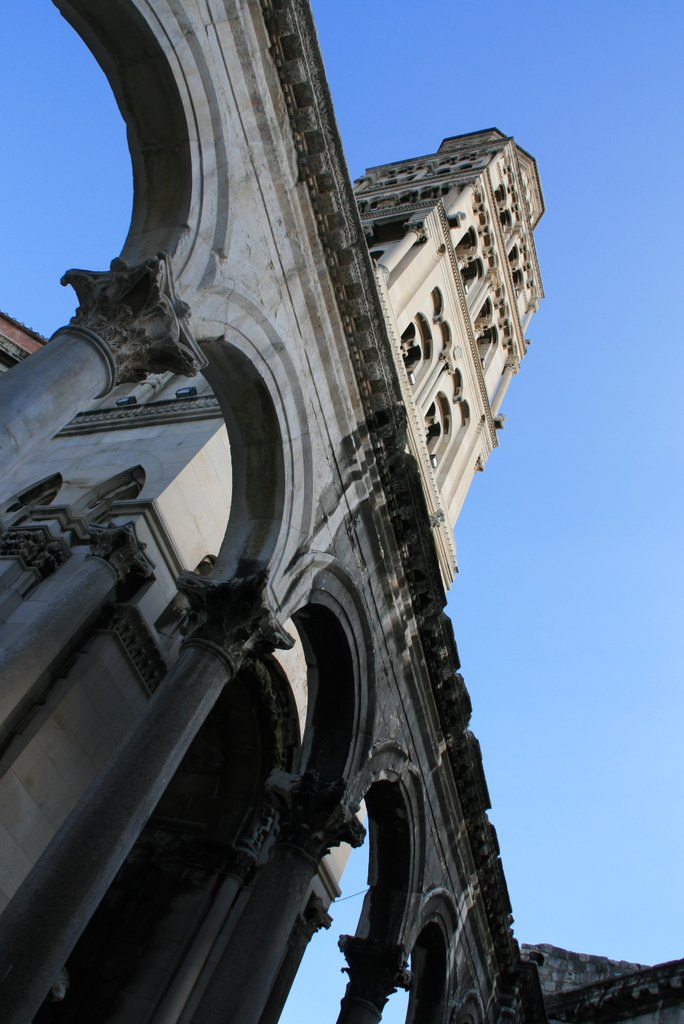
Дзвіниця Сплітського собору - символ міста.
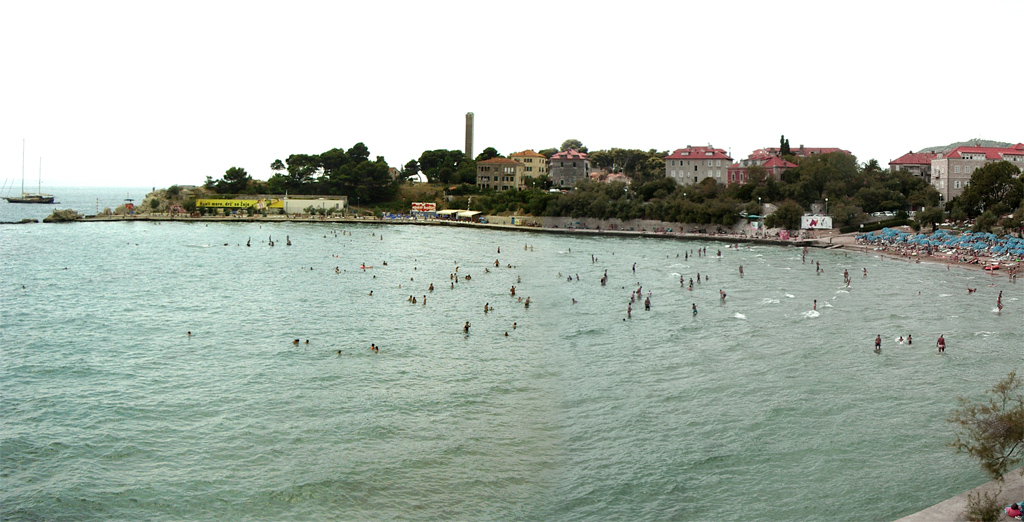
Пляж Бачвіце (Bačvice), неподалік центральної частини Спліта.